# Stefano Lanuzza
Stefano Lanuzza (Villafranca Tirrena, 20 novembre 1946) è un italianista, saggista e traduttore italiano.

## Biografia
Ha pubblicato opere di italianistica e letteratura comparata, oltre a diverse traduzioni dal francese. Ha diretto la rivista Molloy. Trimestrale letterario (1988-1993), fondata nel 1988 col germanista Ferruccio Masini, e ha collaborato a diverse altre riviste letterarie (tra cui "Le Magazine Littéraire", "Carte segrete", "Yale Italian Poetry", "Il Ponte", "Les langues néo-latines", "Il Verri", "Altri termini", "Metaphorein", "Lettera Internazionale", "L'Indice", "Lunarionuovo", "Il Portolano"). Per Stampa Alternativa, ha diretto la Collana "Benedetti/Maledetti".
Come artista figurativo, ha limitato la propria attività all'illustrazione grafica e a rare esposizioni di pittura, fra cui la Personale "L'arte della Notte" tenuta al Museo d'Arte Moderna Gazoldo degli Ippoliti - Mantova (16 maggio - 6 giugno 1999).
Vive e lavora a Firenze.

## Opere
- L'altra Gehenna. Poesia, Forlì, Forum, 1974.
- Logosfera. Poesia, Milano, Laboratorio delle Arti, 1975.
- Alberto Savinio, Firenze, La Nuova Italia, 1979. Dalla tesi: Il Realismo magico.
- L'apprendista sciamano. Poesia italiana degli anni settanta, Firenze, D'Anna, 1979.
- Cartografie del negativo. Scrittura e nihilismo, Firenze, D'Anna, 1982.
- Introduzione a Saverio Strati, "Il Nodo", Milano, Mondadori, 1983. 0022624-1
- Lallazione. Romanzo, Firenze, Edizioni di "Quasi", 1984.
- Scill'e Cariddi. Luoghi di "Horcynus Orca", Catania, Lunarionuovo-Prova d'Autore, 1985.
- Lo sparviero sul pugno. Guida ai poeti italiani degli anni ottanta, Milano, Spirali, 1987. ISBN 88-7770-238-9
- Disjecta membra. Lunario dello Scorpione, Catania, Prova d'Autore, 1989.
- Vittorio Imbriani. Uno spadaccino della parola, Napoli, Ermanno Cassitto, 1990.
- Bestiario del nihilismo. Letteratura e animali, Bologna, Book, 1993. ISBN 88-7232-095-X
- Storia della lingua italiana, Roma, Newton Compton, 1994. ISBN 88-7983-654-4
- La nottola e la talpa. Poesia, Roma, Il Ventaglio, 1995.
- Vita da dandy. Gli antisnob nella società, nella storia, nella letteratura, Roma-Viterbo, Stampa Alternativa, 1999. ISBN 88-7226-515-0 ("Premio Feronia, 2000, per la Critica militante")
- L'arte del diavolo. Un millennio di trame, ribellioni e scritture dell'Angelo decaduto, Roma-Viterbo, Stampa Alternativa, 2000. ISBN 88-7226-557-6
- Dante e gli altri. Romanzo della letteratura italiana ("Premio Francesco Flora, 2002, per la Critica letteraria"), Roma-Viterbo, Stampa Alternativa, 2001. ISBN 88-7226-616-5
- Firenze degli scrittori del Novecento, Napoli, Guida, 2001. ISBN 88-7188-491-4
- Gli erranti. Vagabondi, viaggiatori, scrittori, Roma-Viterbo, Stampa Alternativa, 2002. ISBN 88-7226-650-5
- I SognAutori. Trame, linguaggi, scritture della notte, Roma-Viterbo, Stampa Alternativa, 2003. ISBN 88-7226-756-0
- Erranze in Sicilia, Napoli, Guida, 2003. ISBN 88-7188-734-4
- Punto, punto e virgola... Antimanuale di scrittura e lettura, Roma-Viterbo, Stampa Alternativa, 2004. ISBN 88-7226-829-X
- Massimo Mori performer (a cura di Stefano Lanuzza), Firenze, Giubbe Rosse, 2005.
- Bestia sapiens. Animali, metamorfosi, viaggi e scritture, Roma-Viterbo, Stampa Alternativa, 2006. ISBN 88-7226-928-8
- Insulari. Romanzo della letteratura siciliana, Roma-Viterbo, Stampa Alternativa, 2009. ISBN 978-88-6222-089-7
- Maledetto Céline. Un manuale del caos, Roma-Viterbo, Stampa Alternativa, 2010. ISBN 978-88-6222-110-8
- Francesco Zuccarelli, pittore dell'Europa tra Arcadia e Illuminismo, Roma-Viterbo, Stampa Alternativa, 2010.
- Irregolari. Autori tra Firenze e l'Europa, Firenze, Barbès Editore. Accademia dell'Iris, 2012. ISBN 978-88-6376-071-2
- Dall'Isola universale, Palermo, Edizioni Arianna, 2012. ISBN 978-8889943-84-7
- Céline della libertà. Vita, lingua e stile di un "maledetto", Roma-Viterbo, Stampa Alternativa, 2015. ISBN 978-88-6222-458-1
- Louis-Ferdinand Céline. La parola irregolare, Firenze, Clichy, 2015, ISBN 978-88-6799-187-7
- Il bosco, il mondo, il caos. Come un romanzo, Pitigliano, Stampa Alternativa. Strade Bianche, 2016.
- Caos e così sia. Vere storie scellerate, Viterbo, Millelire Stampa Alternativa, 2016. ISBN 978-88-6222-525-0
- Céline testimone dell'Europa. Un dibattito e un'intervista con Louis-Ferdinand Céline ("Ah, arrivederci e grazie"), Catania, Prova d'Autore, 2016. ISBN 978-88-6282-174-2
- Arletty, Sartre e Louis-Ferdinand Céline (con Marco Fagioli), Firenze, Aion, 2016. ISBN 978-88-98262-42-7
- Allures. Da Sade a Sartre, Salerno-Milano, Oedipus, 2017. ISBN 978-88-7341-249-6
- Leonardo Sciascia. L'arte della ragione, Firenze, Clichy, 2017. ISBN 978-88-6799-382-6
- '900 out. Scrittori italiani irregolari, Roma, Fermenti. Fondazione Marino Piazzolla, 2017. ISBN 978-88-97171-95-9
- Marginalia intorno a Louis-Ferdinand Céline (con M. Fagioli), Firenze, Aion, 2018. ISBN 978-88-98262-70-0
- Non è mai troppo presto. Antimanuale di scrittura e lettura (Riedizione aggiornata di Punto, punto e virgola...), Pitigliano, Strade Bianche di Stampa Alternativa, 2018
- Argotier. Louis-Ferdinand Céline, l'argot, il Novecento, Milano, Jouvence, 2018. ISBN 978-88-7801-633-0
- L'arte della realtà, Roma, Fermenti, 2019. ISBN 978-88-94978-15-5
- Scrittore contro. L'opera di Leonardo Sciascia, Milano, Jouvence, 2020. ISBN 978-88-7801-714-6
- Caos e bosco, Salerno-Milano, Oedipus, 2020. ISBN 978-88-7341-398-1
- Bosco dell'Essere, Roma, Fermenti, 2021 (2000). ISBN 978-88-94978-36-0
- Senza Storia. '900 e contemporanei della Letteratura italiana", Salerno-Milano, Oedipus, 2021. ISBN 9 788873 414759
- Una tragica giovinezza. Il Rosso e il Nero di Stendhal, Milano, Jouvence, 2022. ISBN 978-88-7801-836-5 (I Premio Nazionale Casentino 2020 per la Saggistica inedita)
- Senza meta. Biblioteca degli erranti, Martinsicuro, Arsenio Edizioni, 2022. ISBN 978-88-313-0139-8
- Céline pas fasciste, Pitigliano, Le Strade Bianche di Stampa Alternativa, 2023
- Il 'Piano' del sofo e dello zar. Testimonianze intertestuali per l'Ucraina, Roma, Fermenti, 2023. ISBN 978-88-94978-55-1
- Céline en Voyage. Contraddizioni canzoni filosofemi, Massa, Transeuropa, 2024. ISBN 9 791259 901842

### Traduzioni
- J. Michelet, La strega, Roma-Viterbo, Stampa Alternativa, 2005. ISBN 88-7226-857-5
- A. Gide, Gli ultimi anni di Oscar Wilde, Roma-Viterbo, Stampa Alternativa, 2008. ISBN 978-88-6222-027-9
- J.K. Huysmans, Nella corrente, Firenze, Barbès, 2009. ISBN 978-88-6294-040-5; Riedizione: Firenze, Clichy, 2017. ISBN 978-88-6799-401-4
- X. de Maistre, Spedizione notturna nella mia stanza, Firenze, Barbès, 2009. ISBN 978-88-6294-065-8
- Jules Amédée Barbey d'Aurevilly, Il Gran Dandy. Il dandismo e George Brummel, Roma-Viterbo, Stampa Alternativa, 2010. ISBN 978-88-6222-136-8
- Isidore Ducasse conte di Lautréamont, Canti di Maldoror, Firenze, Barbès, 2010. ISBN 978-88-6294-123-5
- Alfred de Musset, Due amanti, Firenze, Barbès, 2011. ISBN 978-88-6294-237-9
- D.A.F. de Sade, Ancora uno sforzo... Rivoluzioni e profanazioni del Gran Maledetto, Roma-Viterbo, Stampa Alternativa, 2012. ISBN 978-886222-275-4
- Isidore Ducasse conte di Lautréamont. La poesia non è tempesta. Dopo Maldoror, Firenze, Barbès, 2012. ISBN 978-88-6294-323-9
- Hanns-Erich Kaminski, Céline in camicia bruna. Un Voyage immaginario, Roma-Viterbo, Stampa Alternativa, 2013. ISBN 978-88-6222-335-5
- Guy de Maupassant, La Cicciona, Roma-Viterbo, Stampa Alternativa, 2013, ISBN 978-88-6222-362-1
- Lautréamont, Maldoror e tutte le poesie, Firenze, Clichy, 2015, ISBN 978-88-6799-196-9